# Ehretia keyensis
Ehretia keyensis là loài thực vật có hoa trong họ Ehretiaceae. Loài này được Warb. mô tả khoa học đầu tiên năm 1891.